# Gonarthrus rhodesiensis
Gonarthrus rhodesiensis är en tvåvingeart som beskrevs av Hesse 1938. Gonarthrus rhodesiensis ingår i släktet Gonarthrus och familjen svävflugor.
Artens utbredningsområde är Zimbabwe. Inga underarter finns listade i Catalogue of Life.